# Murawica
Murawica – dawne miasteczko na Ukrainie na terenie rejonu młynowskiego w obwodzie rówieńskim. Obecnie stanowi część osiedla Młynów, położoną w jego północno-zachodniej części.
Prywatne miasto szlacheckie położone było w XVI wieku w województwie wołyńskim.
Za II Rzeczypospolitej Murawica należała do wiejskiej gminy Młynów w powiecie dubieńskim w woj. wołyńskim i liczyła w 1921 roku 376 mieszkańców. Żydzi i Ukraińcy stanowili większość, Polaków było najmniej.
Podczas okupacji niemieckiej ludność żydowska została eksterminowana. W październiku 1942 rozstrzelano około 150 osób. Według Władysława i Ewy Siemaszków odbyło się to po przesiedleniu ich do getta w Młynowie. W czasie rzezi wołyńskiej Polacy z Murawicy przenieśli się do bezpieczniejszego Młynowa. Pozostała jedna rodzina, która została zabita.
Po wojnie miasteczko weszło w struktury administracyjne Związku Radzieckiego.